# Migrations-Generationen
Als Migrations-Generationen werden in der Geschichtsschreibung der Vereinigten Staaten diejenigen Generationen afroamerikanischer Sklaven bezeichnet, die in der Zeit der Erschließung des Tiefen Süden (1776–1865) zu Hunderttausenden aus den alten Plantagenregionen (Chesapeake Bay, Virginia, North Carolina, South Carolina) in die neuen Plantagenregionen (Kentucky, Tennessee, Georgia, Alabama, Mississippi, Louisiana) verschleppt wurden. Geprägt hat diesen Ausdruck der Historiker Ira Berlin, der für diese Massendeportation auch den Begriff der „Zweiten Mittelpassage“ eingeführt hat.
Den Migrations-Generationen waren die Revolutions-Generationen vorangegangen.

## Charakteristik
Die Sklaven, die über die Zweite Mittelpassage in den Tiefen Süden verschleppt wurden, waren mehrheitlich sehr jung und empfanden die Trennung von ihren Angehörigen als ähnlich traumatisch, wie ihre Vorfahren die Verschleppung aus Afrika erlebt hatten. Nur eine kleine Minderheit dieser Sklaven konnte schreiben und mit den zurückgebliebenen Angehörigen auf dem Postwege kommunizieren. Besonders in der Frühzeit der Zweiten Mittelpassage musste die Mehrzahl der Sklaven den Weg auf dem Lande und zu Fuß zurücklegen, wobei viele an den Strapazen starben. An ihren Bestimmungsorten fanden sie oft nichts als Wildnis vor, die sie für Pflanzer, die hier durch den Aufbau von Plantagen reich zu werden hofften, urbar machen mussten. Im Gegensatz zu ihren Vorfahren sprachen die Sklaven der Migrations-Generationen jedoch eine gemeinsame Sprache und genossen den Vorteil, leicht miteinander kommunizieren und neue menschliche Beziehungen knüpfen zu können.
Unter dem hohen Konkurrenzdruck, der die Wirtschaft im aufstrebenden Tiefen Süden prägte, hielten die Pflanzer ihre Sklaven im Kolonnensystem und trieben sie pausenlos zur Arbeit an. Eine selbstständige Produktions- und Handelstätigkeit für ihre persönlichen Lebensbedarf konnten diese Sklaven nicht entwickeln, wodurch ihnen wichtiges landwirtschaftliches, handwerkliches und ökonomisches Know-how verloren ging, das ihre älteren, im Norden verbliebenen afroamerikanischen Angehörigen noch besessen hatten. Infolgedessen spielte auch in den Familien die Überlieferung eines solchen Handlungswissens keine Rolle mehr; Eltern konnten an ihre Kinder keine berufliche Qualifikation mehr tradieren. Da im Kolonnensystem des Tiefen Süden weder schwarze Vorarbeiter noch besonders qualifizierte schwarze Fachkräfte vorgesehen waren, fanden Sklaven hier kaum noch Möglichkeiten, innerhalb der Plantagenhierarchie in irgendeiner Form aufzusteigen. Anders als der Anbau von Tabak oder Reis erforderte der Anbau von Baumwolle von den Arbeitskräften lediglich harten und fast ganzjährigen Einsatz, aber keinerlei Spezialwissen oder besondere Erfahrung. Selbst in den Haushalten wurden Sklaven nur in geringem Umfang gebraucht, da im Grenzland auch die Pflanzer kaum einen aufwändigen Lebensstil führten. Charakteristisch für die Migrations-Generationen war infolgedessen eine von den Sklavenhaltern geförderte und umfassende Ent-Qualifikation, die erst nach der Pionierphase wieder gemildert wurde. Eine Ausnahme der Regel, dass die Sklaven während der Aufbauphase keine qualifizierten Tätigkeiten ausübten, bildete die Situation beim Zuckerrohranbau, der in Louisiana im 19. Jahrhundert eine Revolution erlebte. Anders als der Baumwollanbau erforderte der Zuckerrohranbau qualifizierte Fachkräfte, was dazu führte, dass auf den Zuckerrohrplantagen die Hierarchie der Beschäftigten im Gegenteil anwuchs.